# Liste des maires de Toul
Cet article dresse une liste par ordre de mandat des maires de Toul.

## Liste des maires

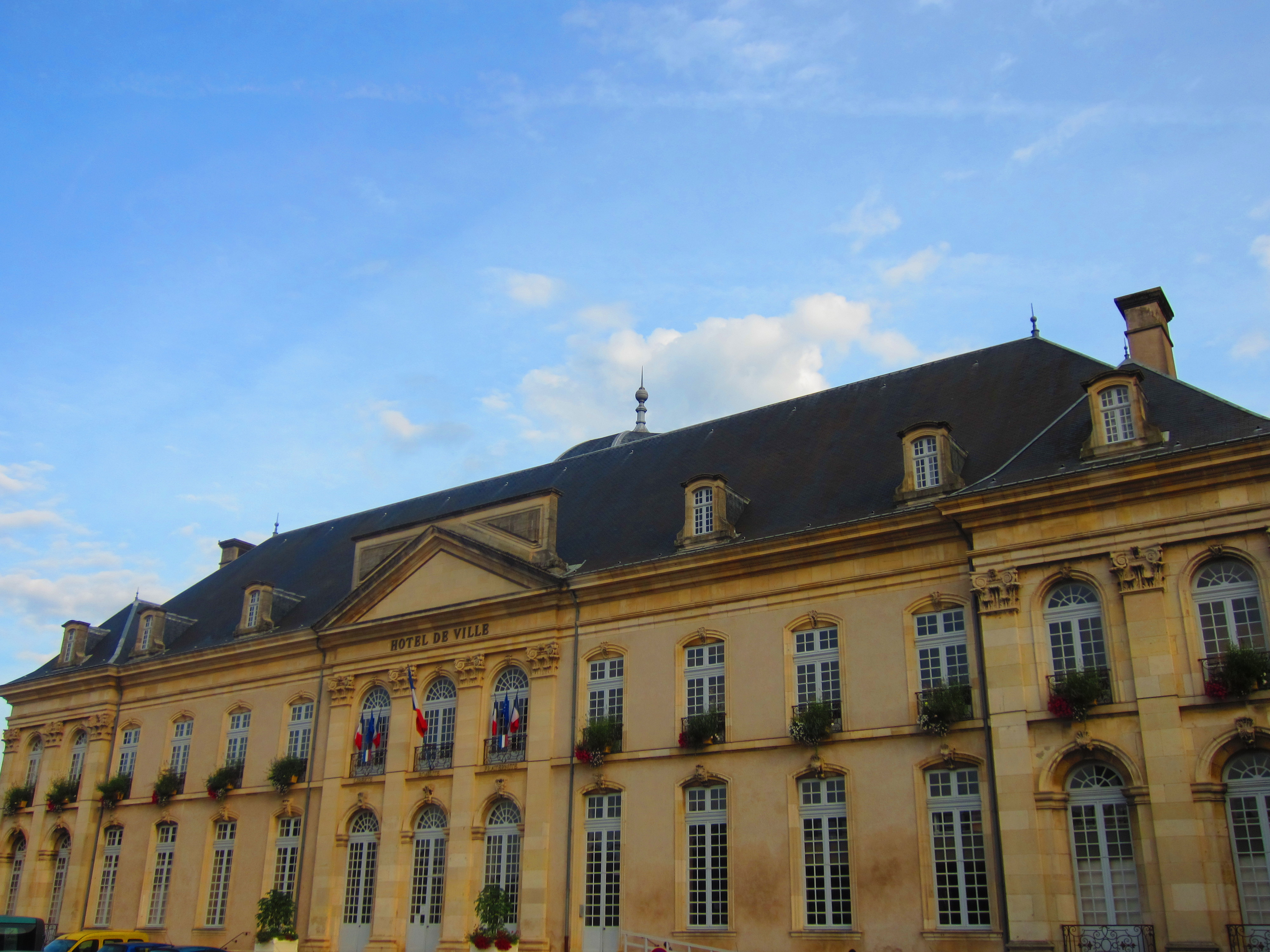
L'hôtel de ville de Toul.

| Période                                  | Période                        | Identité                               | Étiquette                | Qualité |
| ---------------------------------------- | ------------------------------ | -------------------------------------- | ------------------------ | --- |
| Les données manquantes sont à compléter. |                                |                                        |                          | |
| 4 février 1790                           | 13 novembre 1791               | Charles François de Bicquilley         |                          | Élu |
| 1791                                     | 1792                           | Dominique Jacob                        |                          | Élu, démissionnaire |
| 1792                                     | 1794                           | Jean Bouard                            |                          | Élu |
| 1794                                     | 1795                           | Philippe Genevaux                      |                          | Nommé, destitué |
| 7/5/1795                                 | 3/11/1795                      | Hubert Lacroix                         |                          | Nommé |
| 8/11/1795                                | 2/12/1795                      | Claude-Pierre Maillot                  |                          | Élu, démission |
| 1795                                     | 1796                           | Nicolas Poincloux                      |                          | Élu, démission |
| 1796                                     | 1797                           | Charles-François Bicquilley            |                          | Élu |
| 1797                                     | 1799                           | Nicolas Poincloux                      |                          | Élu |
| 1799                                     | 1800                           | Jean-Baptiste Bouchon                  |                          | Élu, démission |
| 1800                                     | 1813                           | Dominique-Étienne Houillon             |                          | Nommé, décédé en fonction |
| 1813                                     | janvier 1814                   |                                        |                          | Adjoint au maire assurant l'intérim |
| 9/1/1814                                 | 2/4/1814                       | Paul-Alexandre Guerre                  |                          | Nommé, destitué |
| 2/4/1814                                 | 5/4/1814                       | Louis-Hyacinthe Génot                  |                          | Non confirmé dans ses fonctions |
| 1814                                     | 1815                           | Jean-Baptiste Le Limonier de la Marche |                          | Nommé puis destitué |
| 23/3/1815                                | 9/8/1815                       | Jean Baptise Balland                   |                          | Nommé puis destitué |
| 1815                                     | 1829                           | Jean-Baptiste Le Limonier de la Marche |                          | Nommé |
| 2/8/1829                                 | 26/2/1848                      | Jean-François-Xavier Croissant         |                          | Nommé puis destitué |
| 14/3/1848                                | 2/1/1851                       | Joseph-André Didelot                   |                          | Nommé, démission |
| 9/12/1851                                | 14/7/1860                      | François Drouard                       |                          | Nommé, démission |
| 1860                                     | 1871                           | Donat Desloges                         |                          | Nommé puis élu |
|                                          |                                | Mangenot                               | Républicain opportuniste | Manufacturier |
| Juillet 1898                             | Juin 1914                      | Albert Denis                           | ARD                      | Avocat Député de Meurthe-et-Moselle (1911-1914) Conseiller général du Canton de Toul-Sud (1898-1931) Conseiller d'arrondissement de Toul (1895-1928)                                                                            |
| 1914                                     | 1919                           | Gustave Chapuis                        | Radical                  | Médecin Sénateur de Meurthe-et-Moselle (1911-1920) |
| 1919                                     | 1925                           | Lucien Lafarge                         | Radical                  | |
| Mai 1925                                 |                                | Albert Denis                           | ARD                      | Avocat Conseiller général du Canton de Toul-Sud (1898-1931) Conseiller d'arrondissement de Toul (1895-1928) |
| ~ 1929                                   | 1931                           | Jacques Cordier                        |                          | Démissionnaire |
| ~ 1931                                   | 1932                           | Léon Dauphin                           |                          | Démissionnaire |
| ~ 1932                                   | 1935                           | Henri Miller                           | Droite                   | Avocat |
| mai 1935                                 | 1939                           | Henri Miller                           | Droite                   | Avocat |
| ~ 1939                                   | septembre 1944                 | Henri Miller                           | Droite                   | Avocat |
| mai 1945                                 | mai 1949                       | Pierre Schmidt                         | SFIO                     | Médecin Nommé président de la délégation spéciale en septembre 1944 puis élu maire en mai 1945 |
| 15/5/1949                                | 26/4/1953                      | Henri Miller                           | RPF                      | Avocat Conseiller général de Toul-Nord (1951 → 1964) |
| mai 1953                                 | janvier 1955                   | Clément Baue                           |                          | Notaire |
| janvier 1955                             | 1971                           | Pierre Schmidt                         | SFIO                     | Médecin |
| 1971                                     | 2001                           | Jacques Gossot                         | RPR                      | Directeur départemental adjoint aux PTT Conseiller général de Toul-Nord (1973 → 1994) Vice-président du Conseil général de Meurthe-et-Moselle[Quand ?]                                                                          |
| 2001                                     | mai 2013                       | Nicole Feidt                           | PS                       | Députée de Meurthe-et-Moselle (5e circ.) (1997 → 2002) Présidente du Syndicat des Transports de l’Agglomération touloise Vice-présidente de l’association des maires de France Chevalière de la Légion d'honneur Démissionnaire |
| mai 2013,                                | En cours (au 27 novembre 2023) | M. Alde Harmand                        | PS                       | Conseiller général de Toul-Sud (2004 → 2015) Vice-président du conseil général de Meurthe-et-Moselle[Quand ?] Conseiller départemental de Toul (2015 → ) Réélu pour le mandat 2020-2026                                         |